# Jeff Lindsay

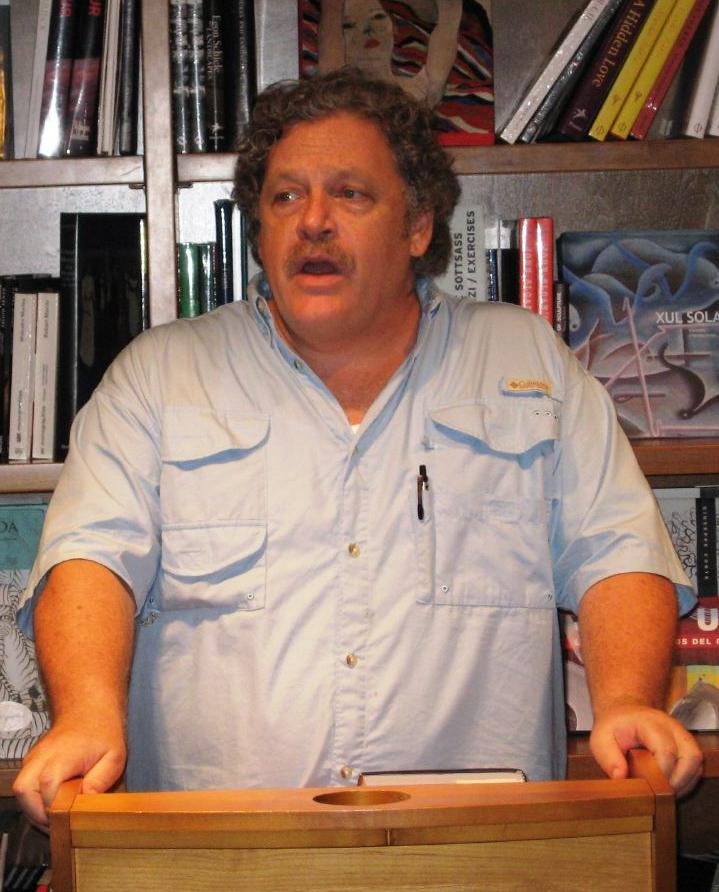
Jeff Lindsay în septembrie 2007

Jeffry P. Freundlich (n. 14 iulie 1952, Florida), pseudonim Jeff Lindsay este un autor american.

## Biografie
După ce a urmat liceul Ransom Everglades, a absolvit în 1975 la Middlebury College. Primul său roman Tropical Depression: A Novel of Suspense a fost publicat în 1994. A fost scris împreună cu soția sa, Hilary Hemingway, nepoata de frate a lui Ernest Hemingway.
Consacrarea a venit însă mult mai târziu, odată cu publicarea primului roman, de acum celebra serie Dexter, Darkly Dreaming Dexter (Random House, 2004), tradusă și în limba română (Duios demonicul Dexter, Quality Books, 2007). Seria îl are în centru pe Dexter Morgan, un criminalist specializat în analizarea petelor de sânge, care lucrează pentru Departamentul de Poliție Miami-Dade, care este de fapt și criminal în serie. El respectă cu strictețe un cod de onoare, adevărat crez deontologic: nu omoară decât alți criminali în serie care nu au fost încă descoperiți de poliție sau care au reușit să scape de aceasta. Jeff Lindsay reușește, de fapt, să întoarcă pe dos unul dintre cele mai populare mituri ale culturii populare americane: acela al supereroului. Numai că, dacă în revistele BD, în cărți sau în filme super-eroii sunt personaje eminamente bune care doar se întâmplă să comită adevărate masacre (numărul victimelor fiecărui erou neputând fi calculate cu ușurință), Dexter Morgan ni se prezintă cu nonșalanță de la bun început drept un criminal feroce. Dar scrupulele sale, ironia mișcătoare și umorul său negru, precum și stângăciile sale sau incapacitatea sa de a înțelege până și cele mai elementare forme de manifestare emoțională îl fac să ne devină mai mult decât simpatic
Compania Showtime a realizat un serial de succes pe baza primului volum al seriei DEXTER.
Jeff Lindsay locuiește cu soția sa, Hilary Hemingway în Cape Coral, Florida.

## Opera

### Romane
Seria Dexter Morgan
- Darkly Dreaming Dexter (2004)
- Dearly Devoted Dexter (2005)
- Dexter in the Dark (2007)
- Dexter By Design (2009)
- Dexter is Delicious (2010)
- Double Dexter (2011)
- Dexter's Final Cut (2013)
- Dexter is Dead (2015)

Altele
- Tropical Depression: A Novel of Suspense (1994)
- Dream Land: A Novel of the UFO Coverup (1995)
- Time Blender (1997)
- Dreamchild (1998)

### Non-ficțiune
- Hunting with Hemingway: Based on the Stories of Leicester Hemingway (2000) (împreună cu Hilary Hemingway)